# Чорний пояс (фільм, 2007)
«Чорний пояс» — японський фільм 2007 року.

## Зміст
1932 рік. Після смерті вчителя карате шляхи його учнів розійшлися. Один йде на службу у військову поліцію, де застосовує свої вміння не тільки для самозахисту, всупереч всім канонам цього бойового мистецтва. Другий же намагається жити за правилами, поки життя не змушує його вступити у боротьбу з мафією та військовою поліцією, щоб захистити дорогих людей. У ході цього протистояння колишнім товаришам доведеться зустрітися і застосувати своє уміння один проти одного заради досягнення мети.